# Малый Знаменский переулок
Ма́лый Зна́менский переу́лок (в 1926—1994 — часть улицы Маркса и Энгельса) — один из центральных переулков Москвы, расположенный в Хамовниках между Волхонкой и Знаменкой.

## Происхождение названия
Название Большого и Малого Знаменских переулков было дано по церкви Знамения Пресвятой Богородицы, стоявшей на углу Большого Знаменского и улицы Знаменка (построена в конце XVI века, снесена в 1931 году). В 1926—1994 годах Малый Знаменский входил вместе со Староваганьковским переулком в состав улицы Маркса и Энгельса, где находился музей К. Маркса и Ф. Энгельса. Исконное название возвращено в 1994 году.

## Описание

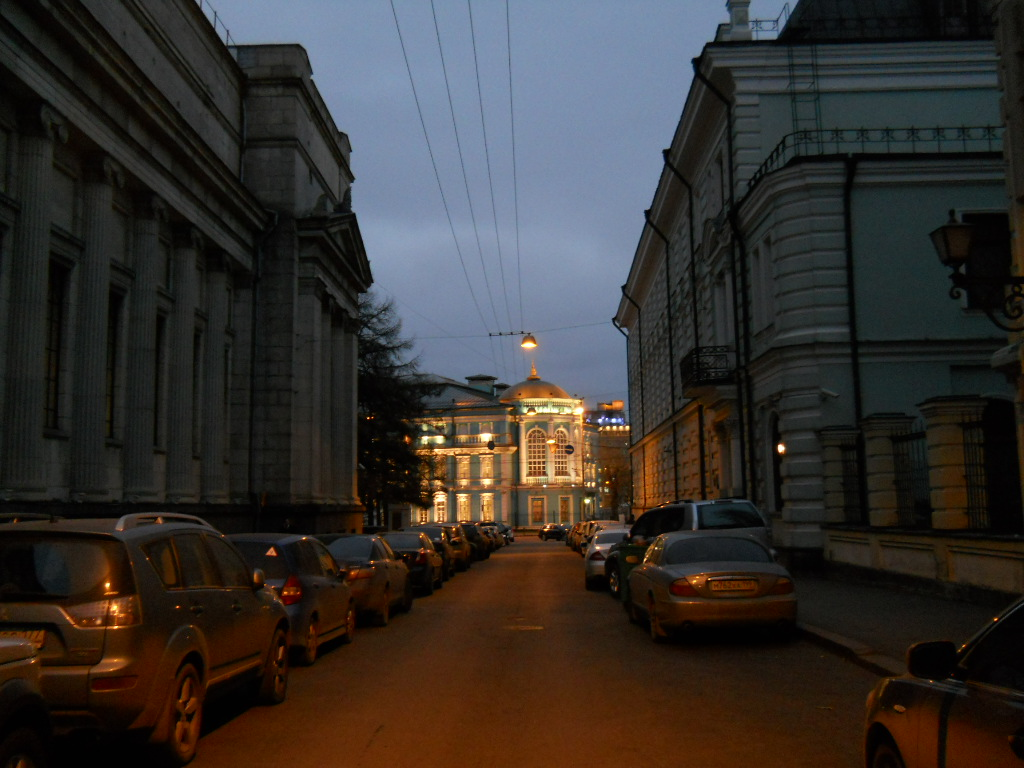
Малый Знаменский переулок вечером. Вид на Волхонку и Московскую государственную картинную галерею Ильи Глазунова.

Малый Знаменский переулок проходит параллельно Большому Знаменскому, начинается от Волхонки вдоль южного крыла Музея изобразительных искусств имени А. С. Пушкина, затем поворачивает опять же вдоль музея на северо-восток, пересекает Колымажный переулок и выходит на Знаменку напротив Староваганьковского переулка.

## Примечательные здания и сооружения
По нечётной стороне:
- № 1/14 — Усадьба Голицыных (1759—1766, архитекторы С. И. Чевакинский, И. П. Жеребцов, И. С. Мергасов; 1768—1770 (флигели); 1774, архитектор М. Ф. Казаков; нач. XIX в.; 1891, архитектор В. П. Загорский; 1920-е — 1930-е гг)[2]. В рамках гражданской инициативы «Последний адрес» на доме установлен мемориальный знак с именем юриста Петра Петровича Жука [3], арестованного органами НКВД 8 октября и расстрелянного 13 декабря 1937 года[4].  В базе данных правозащитного общества «Мемориал» есть имена 5-ти жильцов этого дома, расстрелянных в годы террора[5].  Число погибших в лагерях ГУЛАГа не установлено.
- № 3/5, стр. 4 — Усадьба Лопухиных (Протасовых) (XVII в.; 1774, архитектор М. Ф. Казаков; рубеж XVIII—XIX вв; ограда — 1875, архитектор Н. А. Тютюнов)[2]. Здесь располагался Международный центр и открытый в 1997 году при центре музей Николая Рериха. С октября 2017 года по апрель 2019 года в главном здании усадьбы был открыт созданный в 2016 году Музей Рерихов — филиал Музея Востока, переехавший затем на ВДНХ[6]. Здание же передано Государственному музею изобразительных искусств(ГМИИ) и будет интегрировано в создающийся Музейный городок[7]. Перед зданием установлены памятники Н. К. Рериху и Е. И. Рерих, С. Н. Рериху, Ю. Н. Рериху[8].
- № 3/5, стр. 1 — Усадьба Вяземских-Долгоруковых. В 1921 г. в здание въехал Институт Карла Маркса и Фридриха Энгельса (позже - Институт марксизма-ленинизма), а в 1960 г. был открыт Музей К. Маркса и Ф. Энгельса. В связи с появлением этих учреждений Малый Знаменский переулок в 1926 г. был объединён со Староваганьковским и вместе они стали называться улицей Маркса и Энгельса. В январе 1992 г. Институт марксизма-ленинизма и музей в его составе были упразднены, а в 1994 г. переулкам возвращены исторические названия. В 1993-2002 гг. усадьбу занимало Российское дворянское собрание, с 2002 г. она принадлежит ГМИИ им. А. С. Пушкина.
- № 7/10 стр. 1 — стоявший на этом месте доходный дом Мазинга построен в 1899—1900 годах по проекту архитектора П. М. Самарина. В доме жили: старшая дочь А. С. Пушкина М. А. Гартунг, академик АН СССР М. В. Келдыш, художник-график Н. Н. Купреянов, у которого бывали В. А. Фаворский, В. Е. Татлин, Л. А. Бруни, Р. Р. Фальк и другие. Несмотря на протесты общественности и деятелей культуры, среди которых была директор ГМИИ им. А. С. Пушкина И. А. Антонова, здание было снесено в 2005 году и на его месте построен новый дом по проекту архитекторов М. Посохина, М. Плеханова, А. Левитина[9][10]. Новому дому присвоен адрес Колымажный переулок, дом 10.
- № 7/10, стр. 2 — Доходный дом К. К. Мазинга (1912, архитектор Г. Ф. Ярцев)
- № 7/10, стр. 3 — Шталмейстерский дворец (в основе — каменные палаты XVII в., фасад XVIII века приписывался Василию Баженову), объект культурного наследия регионального значения. В 1972 году был расселён, более тридцати лет пустовал, в 2004—2006 годах разобран до уровня первого этажа, после чего большая часть дома была заменена новым строением[11][12].

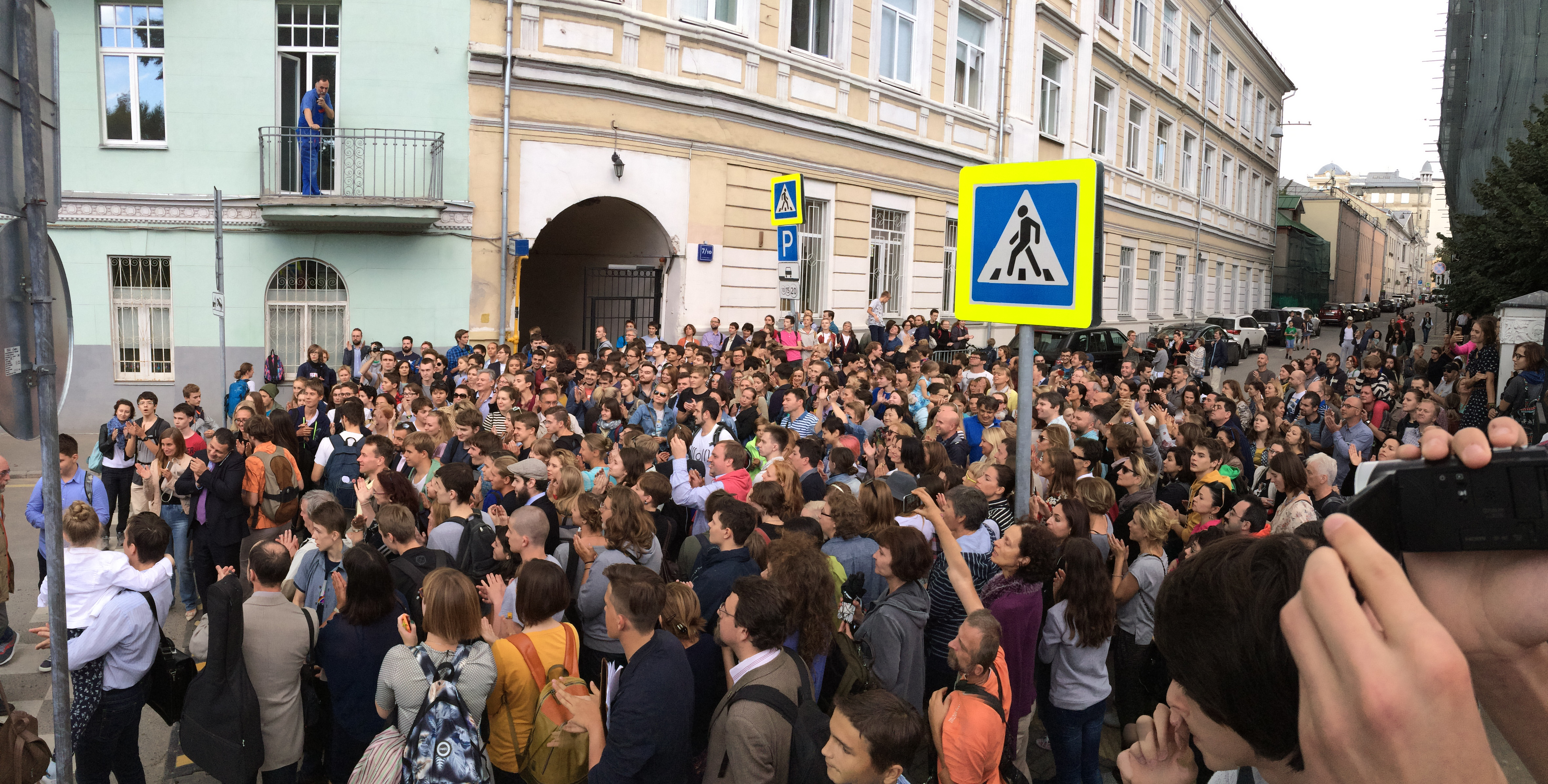
Переулок у 57 школы

- № 7/10, стр. 5 — Реальное училище Мазинга (1900, архитектор К. Ф. Буров), позднее — Школа № 57;
- № 9 — на этом участке находился дом причта церкви Антипия на Колымажном дворе постройки первой половины XIX века. С начала 2000-х годов пустовал и разрушался, впоследствии под видом реставрации был фактически разрушен[11][13].
- № 11/11 — Городская усадьба А. В. Каминской — И. Е. Пономарева — Г. М. Арафелова — дом жилой (1899, архитектор К. Ф. Буров; 1911—1913, архитектор А. Г. Измиров, братья Веснины[14][15]), сейчас — Библиотека по естественным наукам РАН.

По чётной стороне:
- № 8, строение 1 — доходный дом братьев П. Т. и Н. Т. Стуловых (1913—1914, архитектор В. Е. Дубовской, художник И. И. Нивинский). В доме жил литературовед и искусствовед В. М. Фриче[16].
- № 10, строение 1 — Городская усадьба Ф. Н. Монахова — М. И. Стуловой, XIX в. — нач. XX в., архитекторы Талмер, Н. Г. Зеленин. Главный дом, 1840 г., 1895 г., Здесь в 1919—1921 гг. жил певец Л. В. Собинов.
- № 12/9, стр. 2 — Доходный дом И. П. Кузнецова (1828; 1870-е; 1898). Здесь в 1870-е годы размещались меблированные комнаты Е. П. Ивановой, в которых 1872—1873 годах и в 1877 году жил писатель Ф. М. Достоевский. Здание является выявленным объектом культурного наследия